# Maureen Forrester
Maureen Forrester (ur. 25 lipca 1930 w Montrealu, zm. 16 czerwca 2010 w Toronto) – kanadyjska śpiewaczka operowa (alt).

## Życiorys
Uczyła się śpiewu w Toronto u B. Diamond i w Berlinie u F. Rowe, w 1950 debiutowała w Montrealu jako Szynkarka w Borysie Godunowie Musorgskiego. W 1956 po raz pierwszy wystąpiła w USA - w City Hall w Nowym Jorku, gdzie jej ciemna barwa głosu zwróciła uwagę dyrygenta Bruno Waltera, który następnie zaangażował ją do wykonania partii solowej w II Symfonii c-moll Zmartwychwstanie Gustava Mahlera wraz z New York Philharmonic. W 1962 zadebiutowała w operze - w Orfeuszu i Eurydyce Christopha Willibalda Glucka. Wystąpiła też m.in. jako Kornelia w Juliuszu Cezarze Georga Friedricha Händla, Ulryka w Balu maskowym Giuseppe Verdiego,  Czarownica w Jasiu i Małgosi Engelberta Humperdincka, Erda w Złocie Renu i Zygfrydzie, a także Brangena w Tristanie i Izoldzie Richarda Wagnera. 
Była cenioną wykonawczynią zarówno repertuaru pieśniowego i oratoryjno-kantatowego (zwłaszcza dzieł Mahlera), jak i operowego. Wystąpiła też w musicalu South Pacific Rodgersa i Hammersteina. W 1978 wystąpiła z recitalem w Polsce (Warszawie). Poza tym nauczała muzyki i 1983-1986 była przewodniczącą Canada Council for the Arts. Była laureatką Nagrody Molsona (1971), została też odznaczona Orderem Kanady (1967) i krzyżem oficerskim Ordre national du Québec (2003).